# Borová Lada
Borová Lada (en allemand : Ferchenhaid) est une commune du district de Prachatice, dans la région de Bohême-du-Sud, en République tchèque. Sa population s'élevait à 287 habitants en 2023.

## Géographie
Borová Lada se trouve dans la Forêt de Bohême, à 11 km au sud-ouest de Vimperk, à 25 km à l'ouest de Prachatice, à 60 km à l'ouest de České Budějovice et à 134 km au sud-ouest de Prague.
La commune est limitée par Zdíkov au nord, par Vimperk à l'est, par Horní Vltavice au sud-est, par Strážný et l'Autriche au sud, par Kvilda à l'ouest et par Nové Hutě au nord-ouest.

## Histoire
Un pavillon de chasse est construit en 1721 près de la source de la Vltava. En 1855, on compte 26 maisons et 230 habitants.

## Administration
La commune se compose de huit sections :
- Borová Lada
- Černá Lada
- Knížecí Pláně
- Nový Svět
- Paseka
- Svinná Lada
- Šindlov
- Zahrádky u Borových Lad

## Transports
Par la route, Borová Lada se trouve à 14 km de Vimperk, à 36 km de Prachatice, à 73 km de Ceské Budejovice et à 163 km de Prague.